# Ringer-Europameisterschaften 2014
Die Ringer-Europameisterschaften 2014 fanden vom 1. April bis zum 6. April 2014 in Vantaa, Finnland statt. Die Kämpfe fanden in der Trio Areena im Stadtteil Tikkurila statt.
Finnland trug damit zum achten Mal nach 1933, 1973, 1987, 1989, 1997, 2002 und 2008 Europameisterschaften im Ringen aus.

## Freistil, Männer

### Ergebnisse

#### Kategorie bis 57 kg
| Platz | Land          | Sportler                    |
| ----- | ------------- | --------------------------- |
| 1     | Georgien      | Wladimer Chintschegaschwili |
| 2     | Monaco        | Ghenadie Tulbea             |
| 3     | Armenien      | Garik Barsegjan             |
| 3     | Frankreich    | Zoheir El Quarragqe         |
| 5     | Russland      | Rustam Ampar                |
| 5     | Rumänien      | Andrei Dukov                |
| 7     | Belarus       | Wladislaw Andrejew          |
| 8     | Türkei        | Sezer Akgül                 |
| 9     | Bulgarien     | Georgi Wangelow             |
| 10    | Aserbaidschan | Galib Alijew                |
| 11    | Deutschland   | Manuel Wolfer               |

Datum: April 2014

Titelverteidiger: (neue Gewichtsklasse)

Teilnehmer:  15

#### Kategorie bis 61 kg
| Platz | Land           | Sportler                           |
| ----- | -------------- | ---------------------------------- |
| 1     | Aserbaidschan  | Hacı Əliyev                        |
| 2     | Russland       | Bekchan Salawdinowitsch Goigerejew |
| 3     | Ukraine        | Vasyl Shuptar                      |
| 3     | Moldau         | Andrei Perpeliță                   |
| 5     | Deutschland    | Alexander Semisorow                |
| 5     | Polen          | Krzysztof Bienkowski               |
| 7     | Georgien       | Beka Lomtadse                      |
| 8     | Nordmazedonien | Jasin Redjalari                    |
| 9     | Türkei         | Münir Aktas                        |
| 10    | Litauen        | Sarunas Jurcys                     |

Datum: April 2014

Titelverteidiger: (neue Gewichtsklasse)

Teilnehmer: 15

#### Kategorie bis 65 kg
| Platz | Land        | Sportler                  |
| ----- | ----------- | ------------------------- |
| 1     | Russland    | Magomed Kurbanalijew      |
| 2     | Türkei      | Servet Coşkun             |
| 3     | Georgien    | Konstantin Chabalaschwili |
| 3     | Bulgarien   | Borislaw Nowatschkow      |
| 5     | Slowakei    | Nikolai Bolotnjuk         |
| 5     | Belarus     | Azamat Nurikow            |
| 7     | Deutschland | Martin Daum               |
| 8     | Rumänien    | George Bucur              |
| 9     | Moldau      | Wladimir Gozjan           |
| 10    | Ukraine     | Andrei Kwjatkowski        |
|       |             |                           |
| 16    | Österreich  | Maximilian Außerleitner   |
|       |             |                           |
| 18    | Schweiz     | Steven Graf               |

Datum: April 2014

Titelverteidiger: (neue Gewichtsklasse)

Teilnehmer: 20

#### Kategorie bis 70 kg
| Platz | Land          | Sportler            |
| ----- | ------------- | ------------------- |
| 1     | Aserbaidschan | Ruslan Dibirhacıyev |
| 2     | Armenien      | Grigor Grigorjan    |
| 3     | Türkei        | Yakup Gör           |
| 3     | Bulgarien     | Miroslaw Kirow      |
| 5     | Ungarn        | Zsombor Gulyas      |
| 5     | Rumänien      | Adrian Moise        |
| 7     | Russland      | Israil Kasumow      |
| 8     | Ukraine       | Semjon Radulow      |
| 9     | Belarus       | Anton Afanasjew     |
| 10    | Frankreich    | Christophe Clavier  |
|       |               |                     |
| 12    | Deutschland   | Samet Dülger        |

Datum: April 2014

Titelverteidiger: (neue Gewichtsklasse)

Teilnehmer: 16

#### Kategorie bis 74 kg
| Platz | Land          | Sportler                     |
| ----- | ------------- | ---------------------------- |
| 1     | Russland      | Aniuar Borissowitsch Gedujew |
| 2     | Aserbaidschan | Cəbrayıl Həsənov             |
| 3     | Polen         | Krystian Brzozowski          |
| 3     | Türkei        | Söner Demirtas               |
| 5     | Schweiz       | Stefan Reichmuth             |
| 5     | Belarus       | Ali Schabanau                |
| 7     | Bulgarien     | Kiril Tersiew                |
| 8     | Ukraine       | Oleg Bilozerkiwski           |
| 9     | Georgien      | Jakob Makaraschwili          |
| 10    | Deutschland   | Georg Harth                  |

Datum: April 2014

Titelverteidiger: (neue Gewichtsklasse)

Teilnehmer: 16

#### Kategorie bis 86 kg
| Platz | Land          | Sportler                |
| ----- | ------------- | ----------------------- |
| 1     | Russland      | Abdulraschid Sadulajew  |
| 2     | Belarus       | Murad Gaidarow          |
| 3     | Armenien      | Musa Murtasalijew       |
| 3     | Ungarn        | István Veréb            |
| 5     | Irland        | Alexander Dolly         |
| 5     | Georgien      | Dato Marsagischwili     |
| 7     | Aserbaidschan | Gamzat Osmanow          |
| 8     | Polen         | Sebastian Jezierzankski |
| 9     | Ukraine       | Ljubomir Sagaljuk       |
| 10    | Griechenland  | Timofei Xenidis         |
|       |               |                         |
| 15    | Deutschland   | Gabriel Seregelyi       |
|       |               |                         |
| 22    | Österreich    | Dominic Peter           |

Datum: April 2014

Titelverteidiger: (neue Gewichtsklasse)

Teilnehmer: 23

#### Kategorie bis 97 kg
| Platz | Land          | Sportler            |
| ----- | ------------- | ------------------- |
| 1     | Russland      | Abdussalam Gadissow |
| 2     | Aserbaidschan | Chetag Gasjumow     |
| 3     | Belarus       | Iwan Jankuski       |
| 3     | Moldau        | Nicolae Ceban       |
| 5     | Deutschland   | William Harth       |
| 5     | Ukraine       | Pawlo Oleinik       |
| 7     | Ungarn        | Attila Szmik        |
| 8     | Armenien      | Edgar Jenokjan      |
| 9     | Bulgarien     | Ljuben Iljew        |
| 10    | Polen         | Kamil Skaskiewicz   |
|       |               |                     |
| 17    | Schweiz       | Philipp Hutter      |
| 18    | Österreich    | Johannes Ludescher  |

Datum: April 2014

Titelverteidiger: (neue Gewichtsklasse)

Teilnehmer:  20

#### Kategorie bis 125 kg
| Platz | Land          | Sportler               |
| ----- | ------------- | ---------------------- |
| 1     | Türkei        | Taha Akgül             |
| 2     | Russland      | Alan Chugajew          |
| 3     | Ungarn        | Dániel Ligeti          |
| 3     | Ukraine       | Alexander Chozjaniwski |
| 5     | Armenien      | Andranik Galstjan      |
| 5     | Georgien      | Dawit Modsmanaschwili  |
| 7     | Aserbaidschan | Jamaladdin Magomedow   |
| 8     | Belarus       | Wadim Schwedow         |
| 9     | Slowakei      | Soslan Gaglojew        |
| 10    | Rumänien      | Rareș Chintoan         |
| 11    | Deutschland   | Nick Matuhin           |

Datum: April 2014

Titelverteidiger: (neue Gewichtsklasse)

Teilnehmer: 16

## Freistil, Frauen

### Ergebnisse

#### Kategorie bis 48 kg
| Platz | Land          | Sportlerin          |
| ----- | ------------- | ------------------- |
| 1     | Aserbaidschan | Maria Stadnyk       |
| 2     | Ukraine       | Natalja Pulkowska   |
| 3     | Schweden      | Frederika Petersson |
| 3     | Russland      | Nadeschda Fedorowa  |
| 5     | Polen         | Anna Lakasiak       |
| 5     | Rumänien      | Madalina Linguraru  |
| 7     | Ungarn        | Mercedesz Denes     |
| 8     | Italien       | Silvia Felice       |
| 9     | Türkei        | Sümeyya Sezer       |
| 10    | Frankreich    | Julia Sabaite       |
|       |               |                     |
| 12    | Deutschland   | Jaqueline Schellin  |

Datum: April 2014

Titelverteidigerin: (neue Gewichtsklasse)

Teilnehmerinnen: 19

#### Kategorie bis 53 kg
| Platz | Land          | Sportlerin            |
| ----- | ------------- | --------------------- |
| 1     | Russland      | Maria Gurowa          |
| 2     | Griechenland  | Maria Prevolaraki     |
| 3     | Rumänien      | Ana Maria Pavăl       |
| 3     | Moldau        | Natali Budu           |
| 5     | Türkei        | Burcu Kebic           |
| 5     | Aserbaidschan | Patimat Bagomedowa    |
| 7     | Polen         | Katarzyna Krawczyk    |
| 8     | Bulgarien     | Ewelina Nikolowa      |
| 9     | Belarus       | Nadeschda Schuschko   |
| 10    | Portugal      | Vania Gomes Guerreiro |
|       |               |                       |
| 13    | Deutschland   | Laura Mertens         |
|       |               |                       |
| 17    | Österreich    | Dorina Peter          |
| 18    | Schweiz       | Nadine Tokar          |

Datum: April 2014

Titelverteidigerin: (neue Gewichtsklasse)

Teilnehmerinnen: 19

#### Kategorie bis 55 kg
| Platz | Land       | Sportlerin       |
| ----- | ---------- | ---------------- |
| 1     | Schweden   | Sofia Mattsson   |
| 2     | Polen      | Anna Zwirydowska |
| 3     | Russland   | Irina Ologonowa  |
| 3     | Bulgarien  | Mimi Christowa   |
| 5     | Türkei     | Bediha Gün       |
| 5     | Frankreich | Aurélie Basset   |
| 7     | Ungarn     | Emese Barka      |
| 8     | Ukraine    | Irina Husjak     |
| 9     | Finnland   | Tiina Vainionpää |
| 10    | Belarus    | Zalina Sidakowa  |

Datum: April 2014

Titelverteidigerin: (neue Gewichtsklasse)

Teilnehmerinnen: 11

#### Kategorie bis 58 kg
| Platz | Land          | Sportlerin                     |
| ----- | ------------- | ------------------------------ |
| 1     | Russland      | Walerija Sergejewna Scholobowa |
| 2     | Aserbaidschan | Irina Netreba                  |
| 3     | Finnland      | Petra Olli                     |
| 3     | Bulgarien     | Wiktoria Bobewa                |
| 5     | Belarus       | Anastassia Huchok              |
| 5     | Deutschland   | Luisa Niemesch                 |
| 7     | Ungarn        | Marianna Sastin                |
| 8     | Ukraine       | Hanna Wassylenko               |
| 9     | Italien       | Carola Rainero                 |
| 10    | Lettland      | Irina Petrowa                  |

Datum: April 2014

Titelverteidigerin: (neue Gewichtsklasse)

Teilnehmerinnen: 12

#### Kategorie bis 60 kg
| Platz | Land                   | Sportlerin           |
| ----- | ---------------------- | -------------------- |
| 1     | Schweden               | Johanna Mattsson     |
| 2     | Türkei                 | Hafize Sahin         |
| 3     | Vereinigtes Königreich | Olga Butkewitsch     |
| 3     | Bulgarien              | Tajbe Jusein         |
| 5     | Belarus                | Nadeschda Michalkowa |
| 5     | Russland               | Swetlana Lipatowa    |
| 7     | Aserbaidschan          | Julia Ratkewitsch    |
| 8     | Ungarn                 | Ramona Galambos      |
| 9     | Ukraine                | Oksana Herhel        |
| 10    | Rumänien               | Georgiana Filip      |

Datum: April 2014

Titelverteidigerin: (neue Gewichtsklasse)

Teilnehmerinnen:  10

#### Kategorie bis 63 kg
| Platz | Land         | Sportlerin            |
| ----- | ------------ | --------------------- |
| 1     | Lettland     | Anastasija Grigorjeva |
| 2     | Belarus      | Maryja Mamaschuk      |
| 3     | Bulgarien    | Dschanan Manolowa     |
| 3     | Ukraine      | Julija Tkatsch        |
| 5     | Tschechien   | Adéla Hanzlíčková     |
| 5     | Schweden     | Henna Johansson       |
| 7     | Türkei       | Buse Tosun            |
| 8     | Griechenland | Agoro Papavasiliou    |
| 9     | Russland     | Inna Traschukowa      |
| 10    | Italien      | Maria Diana           |
|       |              |                       |
| 15    | Deutschland  | Nadine Weinauge       |

Datum: April 2014

Titelverteidigerin: (neue Gewichtsklasse)

Teilnehmerinnen: 16

#### Kategorie bis 69 kg
| Platz | Land        | Sportlerin             |
| ----- | ----------- | ---------------------- |
| 1     | Russland    | Natalja Worobjewa      |
| 2     | Israel      | Ilana Kratysch         |
| 3     | Lettland    | Laura Skujina          |
| 3     | Ukraine     | Alina Stadnyk-Machynja |
| 5     | Deutschland | Aline Focken           |
| 5     | Moldau      | Swetlana Sajenko       |
| 7     | Polen       | Daria Osocka           |
| 8     | Österreich  | Martina Kuenz          |
| 9     | Litauen     | Danutė Domikaitytė     |
| 10    | Armenien    | Karine Schadojan       |

Datum: April 2014

Titelverteidigerin: (neue Gewichtsklasse)

Teilnehmerinnen: 17

#### Kategorie bis 75 kg
| Platz | Land        | Sportlerin           |
| ----- | ----------- | -------------------- |
| 1     | Bulgarien   | Stanka Slatewa       |
| 2     | Belarus     | Wassilissa Marsaljuk |
| 3     | Ukraine     | Katerina Burmistrowa |
| 3     | Russland    | Jekaterina Bukina    |
| 5     | Rumänien    | Ileana Macovei       |
| 5     | Ungarn      | Zsanett Németh       |
| 7     | Deutschland | Maria Selmaier       |
| 8     | Estland     | Epp Mäe              |
| 9     | Türkei      | Yasemin Adar         |
| 10    | Polen       | Patrycia Howis       |
| 11    | Österreich  | Marina Gastl         |

Datum: April 2014

Titelverteidigerin: (neue Gewichtsklasse)

Teilnehmerinnen:  11

## Griechisch-römisch, Männer

### Ergebnisse

#### Kategorie bis 59 kg
| Platz | Land          | Sportler             |
| ----- | ------------- | -------------------- |
| 1     | Bulgarien     | Alexandar Kostadinow |
| 2     | Moldau        | Victor Ciobanu       |
| 3     | Aserbaidschan | Kamran Mammadow      |
| 3     | Russland      | Iwan Kujlakow        |
| 5     | Serbien       | Kristijan Fris       |
| 5     | Türkei        | Rahman Bilici        |
| 7     | Finnland      | Jani Haapamäki       |
| 8     | Kroatien      | Tonimir Sokol        |
| 9     | Belarus       | Soslan Daurow        |
| 10    | Armenien      | Karen Aslanjan       |
|       |               |                      |
| 13    | Deutschland   | Deniz Menekse        |

Datum: April 2014

Titelverteidiger: (neue Gewichtsklasse)

Teilnehmer:  23

#### Kategorie bis 66 kg
| Platz | Land          | Sportler          |
| ----- | ------------- | ----------------- |
| 1     | Russland      | Adam Kurak        |
| 2     | Aserbaidschan | Həsən Əliyev      |
| 3     | Slowakei      | Istvan Levai      |
| 3     | Deutschland   | Frank Stäbler     |
| 5     | Polen         | Dawid Karecinski  |
| 5     | Georgien      | Rewas Laschchi    |
| 7     | Griechenland  | Vladimiros Matias |
| 8     | Finnland      | Tero Välimäki     |
| 9     | Ukraine       | Dennis Demjankow  |
| 10    | Rumänien      | Tomi Hinoveanu    |
|       |               |                   |
| 14    | Österreich    | Benedikt Puffer   |

Datum: April 2014

Titelverteidiger: (neue Gewichtsklasse)

Teilnehmer: 27

#### Kategorie bis 71 kg
| Platz | Land          | Sportler                 |
| ----- | ------------- | ------------------------ |
| 1     | Ungarn        | Tamas Lörincz            |
| 2     | Aserbaidschan | Rasul Tschunajew         |
| 3     | Türkei        | Yunus Özel               |
| 3     | Belarus       | Alexander Dsemjanowitsch |
| 5     | Russland      | Tschingis Labasanow      |
| 5     | Ukraine       | Armen Wardanjan          |
| 7     | Rumänien      | Ionel Pușcașu            |
| 8     | Serbien       | Aleksandar Maksimović    |
| 9     | Frankreich    | Artak Margarjan          |
| 10    | Griechenland  | Georgios Prevolarakis    |
|       |               |                          |
| 19    | Deutschland   | Mathias Maasch           |

Datum: April 2014

Titelverteidiger: (neue Gewichtsklasse)

Teilnehmer: 21

#### Kategorie bis 75 kg
| Platz | Land          | Sportler               |
| ----- | ------------- | ---------------------- |
| 1     | Russland      | Alexander Tschechirkin |
| 2     | Armenien      | Arsen Dschulfalakjan   |
| 3     | Dänemark      | Mark Madsen            |
| 3     | Aserbaidschan | Elwin Mursalijew       |
| 5     | Ungarn        | László Szabó           |
| 5     | Schweden      | Robert Rosengren       |
| 7     | Türkei        | Seref Tüfenk           |
| 8     | Serbien       | Viktor Nemes           |
| 9     | Moldau        | Igor Besleaga          |
| 10    | Österreich    | Florian Marchl         |
|       |               |                        |
| 21    | Deutschland   | Jan Rotter             |
|       |               |                        |
| 24    | Schweiz       | Jonas Bossert          |

Datum: April 2014

Titelverteidiger: (neue Gewichtsklasse)

Teilnehmer: 28

#### Kategorie bis 80 kg
| Platz | Land        | Sportler             |
| ----- | ----------- | -------------------- |
| 1     | Ungarn      | Péter Bácsi          |
| 2     | Türkei      | Selçuk Çebi          |
| 3     | Georgien    | Giorgi Zirekidse     |
| 3     | Ukraine     | Alexander Schyschman |
| 5     | Schweden    | Zakarias Berg        |
| 5     | Russland    | Bechan Ozdojew       |
| 7     | Armenien    | Hrach Howhannisjan   |
| 8     | Tschechien  | Artur Omarov         |
| 9     | Belarus     | Wiktor Sasunowski    |
| 10    | Österreich  | Michael Wagner       |
|       |             |                      |
| 18    | Deutschland | Pascal Eisele        |
|       |             |                      |
| 22    | Schweiz     | Damian Dietsche      |

Datum: April 2014

Titelverteidiger: (neue Gewichtsklasse)

Teilnehmer: 22

#### Kategorie bis 85 kg
| Platz | Land        | Sportler             |
| ----- | ----------- | -------------------- |
| 1     | Ukraine     | Schan Belenjuk       |
| 2     | Finnland    | Rami Hietaniemi      |
| 3     | Österreich  | Amer Hrustanovic     |
| 3     | Polen       | Damian Janikowski    |
| 5     | Deutschland | Jan Fischer          |
| 5     | Russland    | Alexei Mischin       |
| 7     | Georgien    | Robert Kobliaschwili |
| 8     | Litauen     | Laimutis Adomaitis   |
| 9     | Armenien    | Maxim Manukjan       |
| 10    | Bulgarien   | Christo Marinow      |

Datum: April 2014

Titelverteidiger: (neue Gewichtsklasse)

Teilnehmer: 20

#### Kategorie bis 98 kg
| Platz | Land        | Sportler               |
| ----- | ----------- | ---------------------- |
| 1     | Armenien    | Artur Aleksanjan       |
| 2     | Türkei      | Cenk İldem             |
| 3     | Schweden    | Fredrik Schön          |
| 3     | Norwegen    | Marthin Hamlet Nielsen |
| 5     | Deutschland | Felix Radinger         |
| 5     | Frankreich  | Melonin Noumonvi       |
| 7     | Belarus     | Alexander Hrabowik     |
| 8     | Ungarn      | Balasz Kiss            |
| 9     | Bulgarien   | Wladislaw Metodijew    |
| 10    | Rumänien    | Alin Alexuc-Ciurariu   |
|       |             |                        |
| 15    | Österreich  | Daniel Gastl           |

Datum: 5. April 2014

Titelverteidiger: (neue Gewichtsklasse)

Teilnehmer:  25

#### Kategorie bis 130 kg
| Platz | Land          | Sportler               |
| ----- | ------------- | ---------------------- |
| 1     | Türkei        | Rıza Kayaalp           |
| 2     | Bulgarien     | Ljubomir Dimitrow      |
| 3     | Schweden      | Johan Eurén            |
| 3     | Russland      | Wassili Parschin       |
| 5     | Ungarn        | Bálint Lám             |
| 5     | Ukraine       | Alexander Tschernetski |
| 7     | Aserbaidschan | Sabah Schariati        |
| 8     | Belarus       | Kiril Gryschtschanko   |
| 9     | Litauen       | Mindaugas Mizgaitis    |
| 10    | Griechenland  | Xenofon Koutsioubas    |
|       |               |                        |
| 13    | Deutschland   | Eduard Popp            |

Datum: 5. April 2014

Titelverteidiger: (neue Gewichtsklasse)

Teilnehmer: 15

## Medaillenspiegel
| Rang | Land                   | Gold | Silber | Bronze |
| ---- | ---------------------- | ---- | ------ | ------ |
| 1    | Russland               | 9    | 2      | 5      |
| 2    | Aserbaidschan          | 3    | 5      | 2      |
| 3    | Türkei                 | 2    | 4      | 3      |
| 4    | Bulgarien              | 2    | 1      | 6      |
| 5    | Schweden               | 2    | 0      | 3      |
| 6    | Ungarn                 | 2    | 0      | 2      |
| 7    | Armenien               | 1    | 2      | 2      |
| 8    | Ukraine                | 1    | 1      | 6      |
| 9    | Georgien               | 1    | 0      | 2      |
| 10   | Lettland               | 1    | 0      | 1      |
| 11   | Belarus                | 0    | 3      | 2      |
| 12   | Moldau                 | 0    | 1      | 3      |
| 13   | Polen                  | 0    | 1      | 2      |
| 14   | Finnland               | 0    | 1      | 1      |
| 15   | Griechenland           | 0    | 1      | 0      |
| 15   | Israel                 | 0    | 1      | 0      |
| 15   | Monaco                 | 0    | 1      | 0      |
| 18   | Dänemark               | 0    | 0      | 1      |
| 18   | Deutschland            | 0    | 0      | 1      |
| 18   | Frankreich             | 0    | 0      | 1      |
| 18   | Norwegen               | 0    | 0      | 1      |
| 18   | Österreich             | 0    | 0      | 1      |
| 18   | Rumänien               | 0    | 0      | 1      |
| 18   | Slowakei               | 0    | 0      | 1      |
| 18   | Vereinigtes Königreich | 0    | 0      | 1      |